# あおば農業協同組合
あおば農業協同組合（あおばのうぎょうきょうどうくみあい）は、富山県富山市八尾町に本店を置く農業協同組合。

## 概要
2017年3月1日、鵜坂農業協同組合を吸収合併。合併にともない、旧鵜坂農業協同組合本所の信用事業（JAバンク）のみ、同所で当組合のうさか出張所として継続させ、信用事業以外は、原則当組合の婦中支店が継承した。

## 沿革
- 2000年11月21日 - 大沢野町農業協同組合、大山中央農業協同組合、八尾町農業協同組合、婦中町農業協同組合の4農業協同組合が臨時総会を開き、いずれも賛成多数で合併を承認した[1]。
- 2001年3月1日 - 大沢野町農業協同組合、大山中央農業協同組合、八尾町農業協同組合、婦中町農業協同組合が合併して設立。本店を旧八尾町農業協同組合本所を本店とし、残りの本所と支所を支店に、出張場を事務所とした（26支店2事務所体制）。これに合わせて、新たに介護や葬祭事業を始める[2]。
- 2017年3月1日 - 鵜坂農業協同組合を吸収合併。同組合本所跡地に、信用事業を手がけるうさか出張所を新設[3]。
- 2023年3月1日 - 山田村農業協同組合を吸収合併[4]。同組合本所跡地に、信用事業を手がける山田出張所を新設[5]。
- 2025年8月8日 - 婦中町羽根に建設する鉄骨3階建て延床面積約2,900m2の新本店の起工式を挙行（2026年10月末の完成、同年11月末の営業開始を目指す）[6]。

## 店舗
| 店舗番号 | 店舗名       | 所在地                |
| -------- | ------------ | --------------------- |
| 201      | 大沢野支店   | 富山市上大久保1359-2  |
| 211      | 大山支店     | 富山市田畠640-1       |
| 308      | 婦中支店     | 富山市婦中町羽根947-1 |
| 321      | うさか出張所 | 富山市婦中町田島662-3 |
| 323      | 山田出張所   | 富山市山田中村244     |
| 331      | 本店         | 富山市八尾町福島471-1 |
| 340      | 八尾支店     | 富山市八尾町井田444   |